# Bedford, Anglija
Bedford je glavno mesto grofije Bedfordshire na vzhodu Anglije. Sredi leta 2005 naj bi mesto imelo približno 79.190 prebivalcev, od tega jih je 19.720 živelo v sosednem mestu Kempston.